# Canottaggio ai Giochi della XX Olimpiade - Singolo maschile
La competizione del singolo maschile dei Giochi della XX Olimpiade si è svolta nei giorni dal 27 agosto al 2 settembre 1972 nel bacino di regata si Oberschleißheim.

## La Gara
L'argentino Alberto Demiddi vinse facilmente la batteria di apertura, ma il tempo più veloce delle batterie fu ottenuto da Jurij Malyšev dell'Unione Sovietica, il cui miglior piazzamento internazionale era stato il quarto posto ai Mondiali del 1970. La batteria finale è stata vinta da Yordan Valchev della Bulgaria.
Demiddi e Malyšev vinsero le batterie delle semifinali, ma l'argentino passò a essere il favorito, il che sembrava indicare che la precedente superiorità di Malyšev era un colpo di fortuna. In finale Malyšev e Demiddi fecero un testa a testa verso il traguardo, alla fine il sovietico allungò e strappò l'oro all'argentino. La medaglia d'argento di Demiddi rappresentava un miglioramento rispetto a quella in bronzo rispetto all'edizione precedente, ma chiaramente non il premio che aveva sperato. Wolfgang Güldenpfennig della Germania dell'Est ottenne il bronzo.

## Programma
| Data              | Round        | Note                                                |
| ----------------- | ------------ | --------------------------------------------------- |
| 27 agosto 1972    | 3 Batterie   | Il vincitore in semifinale. I restanti ai recuperi. |
| 29 agosto 1972    | 3 Recuperi   | I primi tre in semifinale.                          |
| 30 agosto 1972    | 2 Semifinali | I primi tre in Finale A. I restanti in finale B.    |
| 1º settembre 1972 | Finale B     |                                                     |
| 2 settembre 1972  | Finale A     |                                                     |

## Risultati

### Batterie
| Pos. | Atleta           | Nazione        | Tempo   | Nota |
| ---- | ---------------- | -------------- | ------- | ---- |
| 1    | Alberto Demiddi  | Argentina      | 7'46"09 | Q    |
| 2    | Udo Hild         | Germania Ovest | 7'48"12 |      |
| 3    | Melchior Bürgin  | Svizzera       | 8'00"20 |      |
| 4    | Janis Rodmanis   | Cile           | 8'23"38 |      |
| 5    | Jim Butterfield  | Bermuda        | 8'29"20 |      |
| 6    | Guillermo Spamer | Messico        | 8'38"63 |      |

| Pos. | Atleta                 | Nazione          | Tempo   | Nota |
| ---- | ---------------------- | ---------------- | ------- | ---- |
| 1    | Jurij Malyšev          | Unione Sovietica | 7'42"67 | Q    |
| 2    | Wolfgang Güldenpfennig | Germania Est     | 7'46"31 |      |
| 3    | Seán Drea              | Irlanda          | 7'47"64 |      |
| 4    | Jim Dietz              | Stati Uniti      | 7'57"85 |      |
| 5    | Jaroslav Hellebrand    | Cecoslovacchia   | 7'58"15 |      |
| 6    | Lennart Bälter         | Svezia           | 8'12"92 |      |

| Pos. | Atleta           | Nazione       | Tempo   | Nota |
| ---- | ---------------- | ------------- | ------- | ---- |
| 1    | Yordan Valchev   | Bulgaria      | 7'50"29 | Q    |
| 2    | Murray Watkinson | Nuova Zelanda | 7'51"29 |      |
| 3    | Kenneth Dwan     | Gran Bretagna | 7'57"49 |      |
| 4    | Kim Børgesen     | Danimarca     | 7'58"94 |      |
| 5    | Hideo Okamoto    | Giappone      | 8'20"82 |      |
| 6    | José Marques     | Portogallo    | 8'39"73 |      |

### Recuperi
| Pos. | Atleta          | Nazione        | Tempo   | Nota |
| ---- | --------------- | -------------- | ------- | ---- |
| 1    | Udo Hild        | Germania Ovest | 7'48"11 | Q    |
| 2    | Seán Drea       | Irlanda        | 7'50"27 | Q    |
| 3    | Kim Børgesen    | Danimarca      | 7'56"66 | Q    |
| 4    | Lennart Bälter  | Svezia         | 8'11"07 |      |
| 5    | Jim Butterfield | Bermuda        | 8'26"16 |      |

| Pos. | Atleta                 | Nazione        | Tempo   | Nota |
| ---- | ---------------------- | -------------- | ------- | ---- |
| 1    | Wolfgang Güldenpfennig | Germania Est   | 8'05"19 | Q    |
| 2    | Kenneth Dwan           | Gran Bretagna  | 8'10"32 | Q    |
| 3    | Jaroslav Hellebrand    | Cecoslovacchia | 8'19"28 | Q    |
| 4    | Janis Rodmanis         | Cile           | 8'29"66 |      |
| 5    | José Marques           | Portogallo     | 8'54"27 |      |

| Pos. | Atleta           | Nazione       | Tempo   | Nota |
| ---- | ---------------- | ------------- | ------- | ---- |
| 1    | Jim Dietz        | Stati Uniti   | 7'59"13 | Q    |
| 2    | Melchior Bürgin  | Svizzera      | 8'04"81 | Q    |
| 3    | Murray Watkinson | Nuova Zelanda | 8'11"51 | Q    |
| 4    | Hideo Okamoto    | Giappone      | 8'27"36 |      |
| 5    | Guillermo Spamer | Messico       | 8'40"76 |      |

### Semifinali
| Pos. | Atleta                 | Nazione        | Tempo   | Nota |
| ---- | ---------------------- | -------------- | ------- | ---- |
| 1    | Alberto Demiddi        | Argentina      | 8'10"01 | Q    |
| 2    | Wolfgang Güldenpfennig | Germania Est   | 8'16"35 | Q    |
| 3    | Melchior Bürgin        | Svizzera       | 8'16"95 | Q    |
| 4    | Yordan Valchev         | Bulgaria       | 8'17"64 |      |
| 5    | Seán Drea              | Irlanda        | 8'27"70 |      |
| 6    | Jaroslav Hellebrand    | Cecoslovacchia | 8'44"60 |      |

| Pos. | Atleta           | Nazione          | Tempo   | Nota |
| ---- | ---------------- | ---------------- | ------- | ---- |
| 1    | Jurij Malyšev    | Unione Sovietica | 8'13"49 | Q    |
| 2    | Jim Dietz        | Stati Uniti      | 8'21"54 | Q    |
| 3    | Udo Hild         | Germania Ovest   | 8'26"37 | Q    |
| 4    | Kim Børgesen     | Danimarca        | 8'27"93 |      |
| 5    | Murray Watkinson | Nuova Zelanda    | 8'30"88 |      |
| 6    | Kenneth Dwan     | Gran Bretagna    | 8'38"62 |      |

### Finale B
| Pos. | Atleta              | Nazione        | Tempo   | Nota |
| ---- | ------------------- | -------------- | ------- | ---- |
| 7    | Seán Drea           | Irlanda        | 7'55"33 |      |
| 8    | Yordan Valchev      | Bulgaria       | 7'59"55 |      |
| 9    | Kenneth Dwan        | Gran Bretagna  | 8'00"38 |      |
| 10   | Murray Watkinson    | Nuova Zelanda  | 8'05"42 |      |
| 11   | Kim Børgesen        | Danimarca      | 8'09"04 |      |
| 12   | Jaroslav Hellebrand | Cecoslovacchia | 8'11"04 |      |

### Finale A
| Pos.    | Atleta                 | Nazione          | Tempo   | Nota |
| ------- | ---------------------- | ---------------- | ------- | ---- |
| Oro     | Jurij Malyšev          | Unione Sovietica | 7'10"12 |      |
| Argento | Alberto Demiddi        | Argentina        | 7'11"53 |      |
| Bronzo  | Wolfgang Güldenpfennig | Germania Est     | 7'14"45 |      |
| 4       | Udo Hild               | Germania Ovest   | 7'20"81 |      |
| 5       | Jim Dietz              | Stati Uniti      | 7'24"81 |      |
| 6       | Melchior Bürgin        | Svizzera         | 7'31"99 |      |